# Broń czarnoprochowa

Pistolet z zamkiem skałkowym

Broń czarnoprochowa – rodzaj broni palnej (zarówno strzeleckiej, jak i artyleryjskiej), w której do jej wystrzału wykorzystywane jest gwałtowne spalanie prochu czarnego – mieszaniny saletry, węgla drzewnego i siarki. Aż do czasu wynalezienia prochu bezdymnego w drugiej połowie XIX w., każda broń palna była bronią czarnoprochową.

## Historia

### Powstanie czarnego prochu i użycie go na polu walki
Historia broni czarnoprochowej nieodzownie wiąże się z historia czarnego prochu. Wynalezienie i rozpowszechnienie jego wojskowych zastosowań przypada na okres panowania dynastii Song (960 – 1279 r. n.e.). Początkowo czarny proch, niezdolny jeszcze do wybuchu, a jedynie do intensywnego spalania, wykorzystywano w bombach zapalających, miotanych przez machiny oblężnicze i strzałach, do trzonów których przywiązywano ładunki prochowe. Ciągłe zagrożenie Chin atakami z zewnątrz przyczyniło się do dalszych prac nad czarnym prochem i jego wykorzystaniem. Uzyskanie właściwości wybuchowych pozwoliło na produkcję bomb eksplodujących oraz rażących przeciwnika wyrzucanymi w powietrze odłamkami.

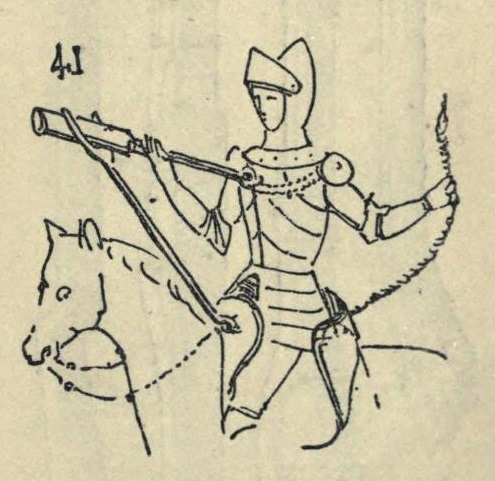
Rysunek przedstawiający rycerza z petrynałem – prymitywnym pistoletem

Jedną z bardziej pomysłowych konstrukcji była ognista lanca. Pierwotnie w formie bambusowej rury, przymocowywanej często do prawdziwej włóczni. Po zapaleniu przez kilka minut lanca „ziała ogniem” na odległość blisko dwóch metrów, zaś wyrzucane z niej dodatkowo drobne kawałki metalu raniły przeciwników nawet poza zasięgiem płomienia. Broń szczególnie dobrze sprawdzała się przy obronie umocnień, miała też ogromny skutek psychologiczny. Z czasem starano się zwiększyć ich zasięg i moc. Bambus nie był jednak wystarczająco trwały, aby wytrzymać rosnącą siłę ładunku. Zastępowano go więc metalowymi rurami, które z czasem rozrosły się do rozmiarów wykluczających transport i obsługę przez jednego człowieka. Tak zaczęły powstawać pierwsze armaty.
W Europie pierwsze wzmianki użycia broni sięgają XIV w., kiedy to armaty i prymitywne karabiny miały być używane podczas oblężenia twierdz. Rusznica, petrynał i hakownica to pierwsze rodzaje broni palnej używanej jeszcze w średniowieczu. Proch i broń palna, wbrew nadziejom jej twórców, nie stanowiła przez długi czas przełomu w technice prowadzenia walki. Dopiero w XV wieku, po szeregu innowacji, artyleria była w stanie niszczyć umocnienia miast i zamków, a na polach bitew dopiero w XVII wieku zaczęła odgrywać większą rolę. Z uwagi bowiem na znikomą celność, krótki zasięg, długotrwałość ładowania i małą wytrzymałość luf broń palna bardzo długo miała podczas walki znaczenie raczej psychologiczne, niż rzeczywiście rozstrzygające.

Wprowadzanie broni palnej na pola bitew był długim procesem. Początkowo dominującą rolę wciąż odgrywali łucznicy, kusznicy i kawaleria. W XV wieku w armiach europejskich zaczęto dokładniej przyglądać się proporcjom między jazdą, piechotą, a łucznikami. Do tych elementów dotarła artyleria i powoli wkraczała ręczna broń palna, choć nie miała ona jeszcze odpowiedniej szybkostrzelności – prawdziwe spustoszenie miała siać wiek później. To pozwoliło wydłużyć nieco karierę kawalerii. Ciężkozbrojni jeźdźcy korzystali z litej zbroi, co z kolei sprawiło, że przestali używać tarcz. Mimo tych zmian, piechota grała coraz większą rolę na polach bitew. 

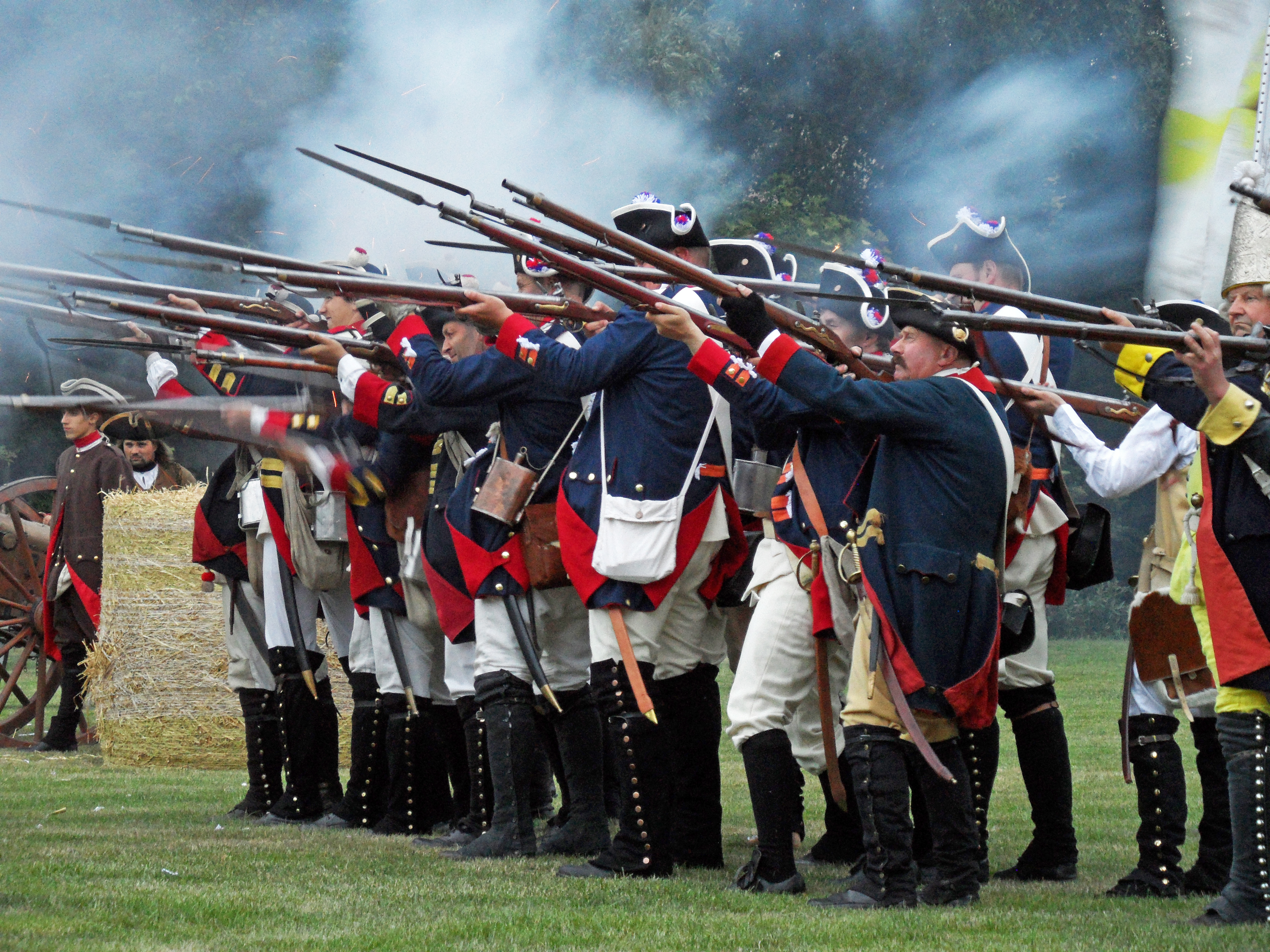
Rekonstrukcja historyczna bitwy z udziałem ówczesnej broni palnej

Maurycy Orański (stadhouder Niderlandów w latach 1584–1625) wprowadził na pola bitew brygady niderlandzkie. Jej podstawową jednostką taktyczną był batalion. Składał się on z 250 pikinierów oraz 240 muszkieterów. W natarciu dywizjony muszkieterów strzelały wyłącznie kontrmarszem, który stanowił sposób walki piechoty uzbrojonej w arkebuzy lub muszkiety. Ten sposób prowadzenia ostrzału polegał na tym, że po oddaniu salwy przez pierwszą linię, jej żołnierze cofali się na koniec oddziału w przerwach między szeregami, by załadować broń. Wówczas salwę oddawał drugi szereg, którego żołnierze ponownie maszerowali na koniec. Ustawienie żołnierzy w 10 szeregów umożliwiało prowadzenia ognia ciągłego. Zanim wystrzelił ostatni z szeregów, pierwszy już miał teoretycznie ponownie naładowaną broń. Doprowadziło to do głębokich przemian w sztuce wojennej, gdzie broń palna zaczęła odgrywać znaczącą rolę na polu walki. Reformy te kontynuował następnie król szwedzki Gustaw II Adolf, który odniósł znaczące sukcesy w konfliktach z Rzecząpospolitą, a później z Habsburgami w czasie wojny trzydziestoletniej.
Na przełomie XVII-XVIII w. wraz z unowocześnieniem broni palnej i wprowadzeniem karabinów z bagnetami, utrzymywanie osobnych formacji muszkieterów i pikinierów straciło rację bytu. Zastąpiła ich uniwersalna piechota liniowa szkolona zarówno w strzelectwie, jak i w walce wręcz.
Większość egzemplarzy broni czarnoprochowej odprzodowej miała lufę gładką, ze względu na trudności techniczne wykonania gwintu, a także przede wszystkim kłopotliwe ładowanie broni gwintowanej od przodu, kiedy pocisk trzeba było przepchnąć przez całą lufę, uważając jednocześnie, aby go nie odkształcić. Istniały jednak egzemplarze gwintowane, przeznaczone szczególnie do polowania, dla strzelców wyborowych itp.
W późniejszej broni odtylcowej lufę najczęściej gwintowano, w ten sposób znacznie zwiększając jej celność. W broni ręcznej przeznaczonej do strzelania śrutem – niektórych strzelbach myśliwskich, garłaczach, a także w kartaczach, gwintu nigdy nie stosowano. Broń czarnoprochowa może być przeznaczona do strzelania zarówno kulami, pociskami niekulistymi (tylko gwintowana), jak i śrutem.

### Pierwsze konstrukcje zamków broni

#### Zamek lontowy

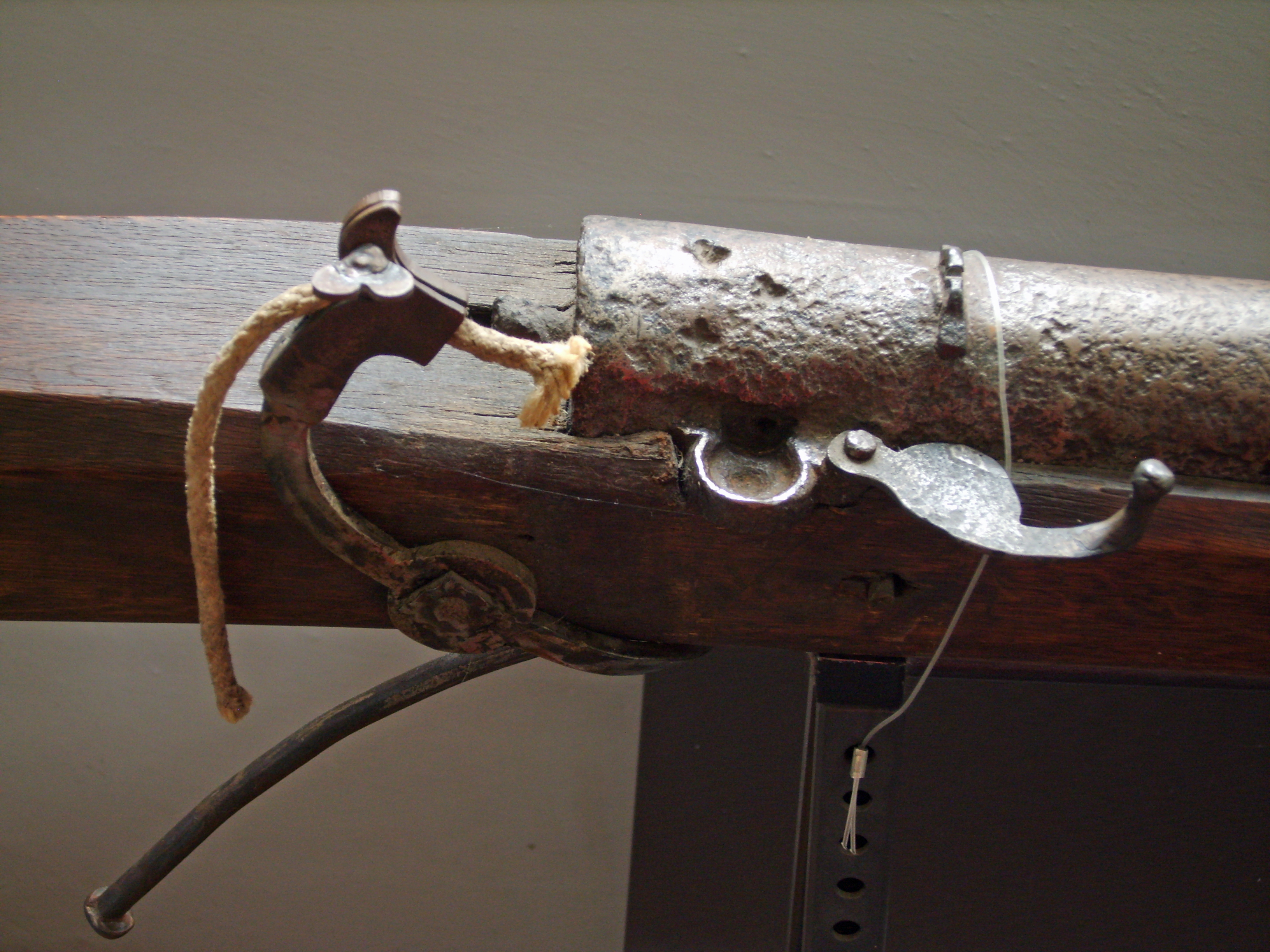
Zamek lontowy w muszkiecie. Pociągnięcie spustu przybliżało tlący się lont na odkrytą panewkę wypełnioną prochem

Wraz z rozwojem technologicznym w broni palnej zaczęto stosować tzw. zamki. Pierwszą taką konstrukcją był zamek lontowy, powstał w połowie XV wieku i używany był do początku XVII wieku. Był prosty w konstrukcji – naciśnięcie spustu przystawiało kurek z umiejscowionym w nim tlącym się lontem, do panewki wypełnionej prochem. Powodowało to zapalenie ładunku prochowego, a przez to oddanie strzału. Mimo swojej prostoty i niezawodności zamek lontowy miał jedną podstawową wadę, aby oddać strzał, w kurku musiał tkwić zapalony lont lub hubka. Było to niezwykle kłopotliwe w przypadku złych warunków pogodowych (deszcz, duża wilgotność powietrza).

#### Zamek kołowy
Kolejną konstrukcją był zamek kołowy. Składał się on z obrotowego metalowego koła, napędzanego sprężyną i kurka z zamocowanym krzemieniem, Przed odpaleniem należało nakręcić sprężynę koła za pomocą klucza. Naciśnięcie spustu broni zwalniało sprężynę i powodowało obrót koła. Iskry padające na panewkę wywoływały zapalenie się podsypanego tam prochu, a następnie odpalenie prochu w lufie. Z uwagi jednak na skomplikowaną i delikatną konstrukcję oraz podatność na uszkodzenia, a także na niedogodność procedury nakręcania, nie wyparł całkowicie wcześniejszego zamka lontowego. Stosowany głównie w arkebuzach, pistoletach i broni myśliwskiej, wyparty został w XVIII wieku przez prostszy i pewniejszy zamek skałkowy.

#### Zamek skałkowy

Schemat działania zamka skałkowego. Uderzenie kurka z zamocowanym krzesiwem powodowało wytworzenie się iskier, które padając na panewkę zapalały proch

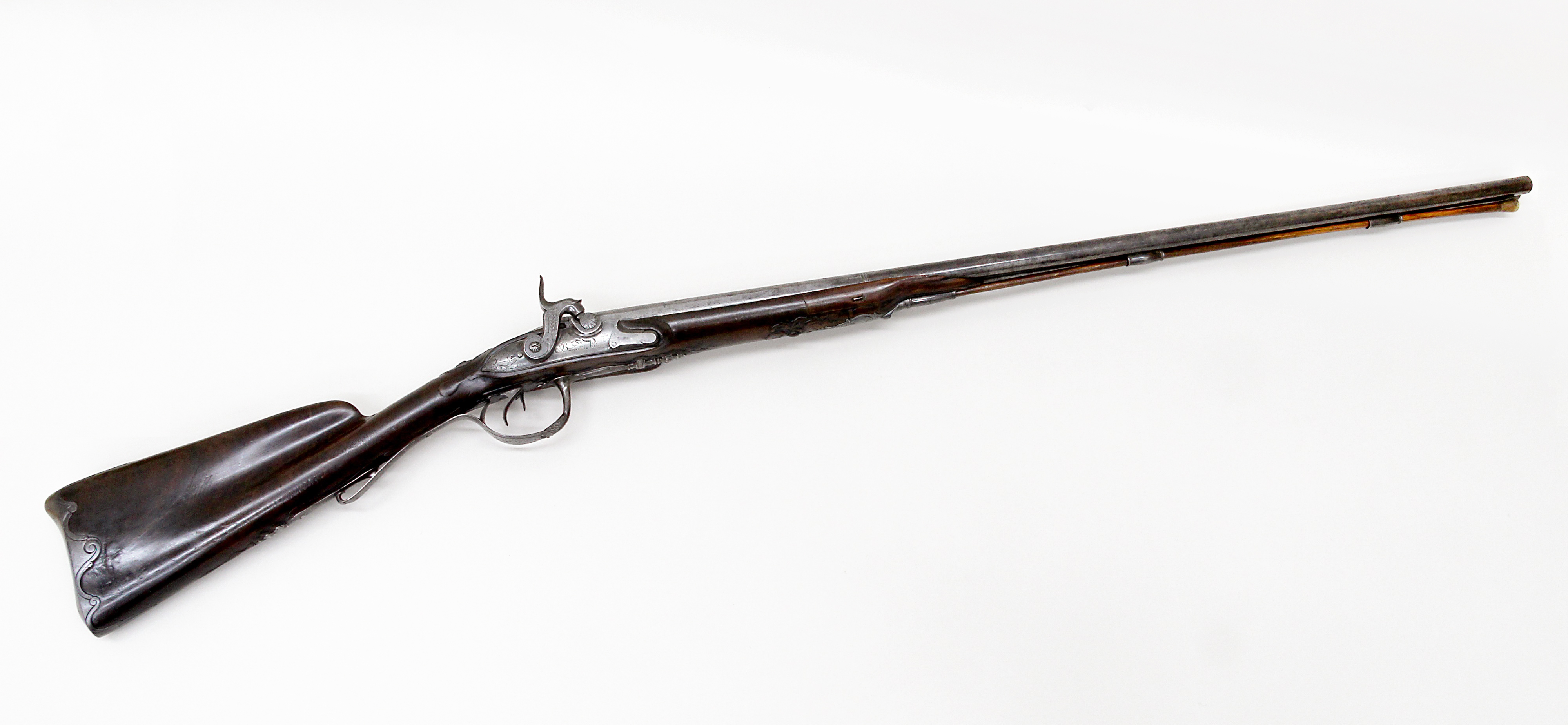
Gładkolufowa strzelba czarnoprochowa z zamkiem kapiszonowym

Zamek skałkowy jest to najpowszechniej stosowany rodzaj konstrukcji odpalania broni od XVII do I poł. XIX wieku. Zapalenie prochu na panewce następuje od iskier powstałych przy uderzeniu skałki (kawałka krzemienia) zamocowanej w szczękach kurka o krzesiwo (płytkę metalową) przymocowane z prawej strony broni. Po naciśnięciu spustu broni, kurek ze skałką opadał na krzesiwo. Iskry padały na panewkę z prochem zapalając go. Płomień z panewki poprzez otwór zapałowy z boku lufy dostawał się do komory powodując zapłon ładunku prochowego. Zamek skałkowy wynaleziony został ok. 1570 roku, a rozpowszechnił w drugiej połowie XVII w., wypierając wcześniej stosowane zamki lontowe i kołowe.

#### Zamek kapiszonowy
W 1818 roku został wynaleziony zamek kapiszonowy. po czym na przełomie lat 30. i 40. XIX wieku wprowadzono go do powszechnego użycia w armiach, częściowo wypierając starszy zamek skałkowy. W zamku kapiszonowym odpalenie prochu następuje przy użyciu kapiszona – miedzianej miseczki zawierającej piorunian rtęci. Kapiszon nakładany był na rurkę zwaną kominkiem, doprowadzającą płomień do ładunku prochowego w lufie. Po naciśnięciu spustu broni, napięty kurek opadał na kapiszon, powodując wybuch piorunianu rtęci, a w konsekwencji odpalenie broni. Zamek kapiszonowy był prostszy w użyciu i pewniejszy w działaniu (strzelec nie posypywał prochu na panewkę, a zamek był mniej wrażliwy na czynniki atmosferyczne), przyczyniając się do rozwoju broni strzeleckiej. Był używany, aż do drugiej połowy XIX w., kiedy to został wyparty przez broń na amunicję scaloną i także później już na proch bezdymny.

#### Zamek iglicowy
W latach 30 XIX w. J. M. von Dreyse wymyślił rozwiązanie polegające na przeniesienie kapiszona, prochu i kuli do scalonego naboju, który ładuję się od tyłu lufy i odpalanie go iglicą. Było to rewolucyjne rozwiązanie znacznie skracające czas przeładowywania broni. Iglicówki Dreysego zostały przyjęte do uzbrojenia 4 grudnia 1840 roku rozkazem króla Fryderyka Wilhelma IV. Wprowadzenie karabinu Dreysego spowodowało duże zmiany w taktyce piechoty. Karabiny odtylcowe mogły być ładowane w pozycji leżącej, dzięki czemu straty pruskie były znacznie niższe od austriackich, którzy wciąż posiadały karabiny rozdzielnego ładowania. Zwiększenie szybkostrzelności praktycznej karabinów spowodowało także zmniejszenie znaczenia kawalerii. Karabin Dreysego wyznaczył nową drogę rozwoju dla broni palnej, od momentu klęski Austrii w wojnie prusko-austriackiej wszystkie armie świata zaczęły pospiesznie przechodzić na szybkostrzelną, odtylcową broń.

### Wynalezienie prochu bezdymnego i współczesność
W latach 80. XIX wieku francuski chemik Paula Vielle jako pierwszy opracował proch bezdymny; jego podstawowym składnikiem była nitroceluloza.
Nowy materiał miotający spalał się szybko, równomiernie i wytwarzał trzy razy więcej gazów niż jego poprzednik przy minimalnej ilości dymu. Ponieważ duże ciśnienie powodowało deformację ołowianego pocisku w gwincie lufy, zaczęto stosować w nim stalowe płaszcze. Okazało się, że mniejszy pocisk ma znacznie lepsze właściwości balistyczne (płaski tor lotu) niż duże ołowiane, a dzięki dużej prędkości zachowuje dostateczną siłę rażenia. Mniejszy pocisk to jednocześnie więcej amunicji, jaką pojedynczy żołnierz mógł włożyć do ładownicy. Pierwszym karabinem, w którym zastosowano małokalibrową amunicję 8 mm na proch bezdymny, był Lebel wzór 1886. Służył on Francuzom w koloniach, a także podczas I wojny światowej. Prędkość pocisku wystrzelonego z Mle (Modelle) 1886 wynosiła 710 m/s, podczas gdy np. w angielskim Marini-Henry, strzelającym nabojem na proch czarny, zaledwie 411 m/s.
Wynalezienie prochu bezdymnego definitywnie zakończyło kilkuset letnią historię broni czarnoprochowej na polu bitew. Współcześnie broń czarnoprochowa jest używana do kolekcjonowania, rzadko również do polowania, głównie w USA, gdzie prawo co do używania różnych rodzajów broni jest wyjątkowo liberalne, a także przez różnego rodzaju grupy odtwarzające dawne tradycje militarne, pasjonatów.
W Polsce brak jest wymogu posiadania pozwolenia na broń palną rozdzielnego ładowania, wytworzoną przed 1885 r. oraz replik tej broni. Również wszelakie pociski, kapiszony są legalne i nie jest konieczna w tym wypadku żadna czynność prawna, jak rejestracja, uzyskanie zezwolenia itp., na mocy znowelizowanej w 2011 r. ustawy o broni i amunicji. Sprzedaż czarnego prochu jest możliwa za okazaniem Europejskiej Karty Broni Palnej. Jej wyrobienie jest procesem bardzo prostym w porównaniu do pozwoleń na broń współczesną. Czarny proch może być również dostępny na strzelnicy i mogą go używać osoby nieposiadające dodatkowych dokumentów.

## Zasada działania

Schemat ładowania armaty. Na ilustracji widać jak w pierwszej kolejności do lufy wsadzany jest ładunek prochowy, następnie przybitka i sama kula. Pod koniec wszystko ubijane jest pobojczykiem i odpalane. W identyczny sposób ładuje się praktycznie każdą broń czarnoprochową. Różnica występuje jedynie w sposobie jej odpalania – w zależności od typu zamka

Praktycznie wszystkie rodzaje broni, aż do czasu wynalezienia karabinów odtylcowych i rewolwerów, były ładowane odprzodowo. Tylna część lufy była zaczopowana i zawierała boczny otwór zapałowy przez który dostawał się płomień odpalający proch. Ładowanie polegało na nasypaniu do lufy odmierzonej dawki prochu, następnie wsadzeniu przybitki oddzielającej spalany proch od ołowianej kuli. Potem osadzano kulę, dobijano cały ładunek pobojczykiem i wsypywano proch na panewkę. W armatach strzał następował poprzez odpalenie za pomocą lancy lub lontu. W karabinach w zależności od typu zamka, czy to poprzez wytworzenie iskier przez krzemień czy też wybuch kapiszonu. Spalający się proch w lufie wytwarzał ogromne ciśnienie wypychając z niej kulę w kierunku celu. Do ponownego strzału należało powtórzyć cały proces – wsypać proch, przybitkę, kulę itd. Z czasem zaczęto stosować tzw. patrony, czyli papierowe ładunki zawierające te wszystkie składniki, przyśpieszając tym ładowanie broni. Do czasu wynalezienia rewolweru każda broń była jedno- lub dwustrzałowa.

## Galeria

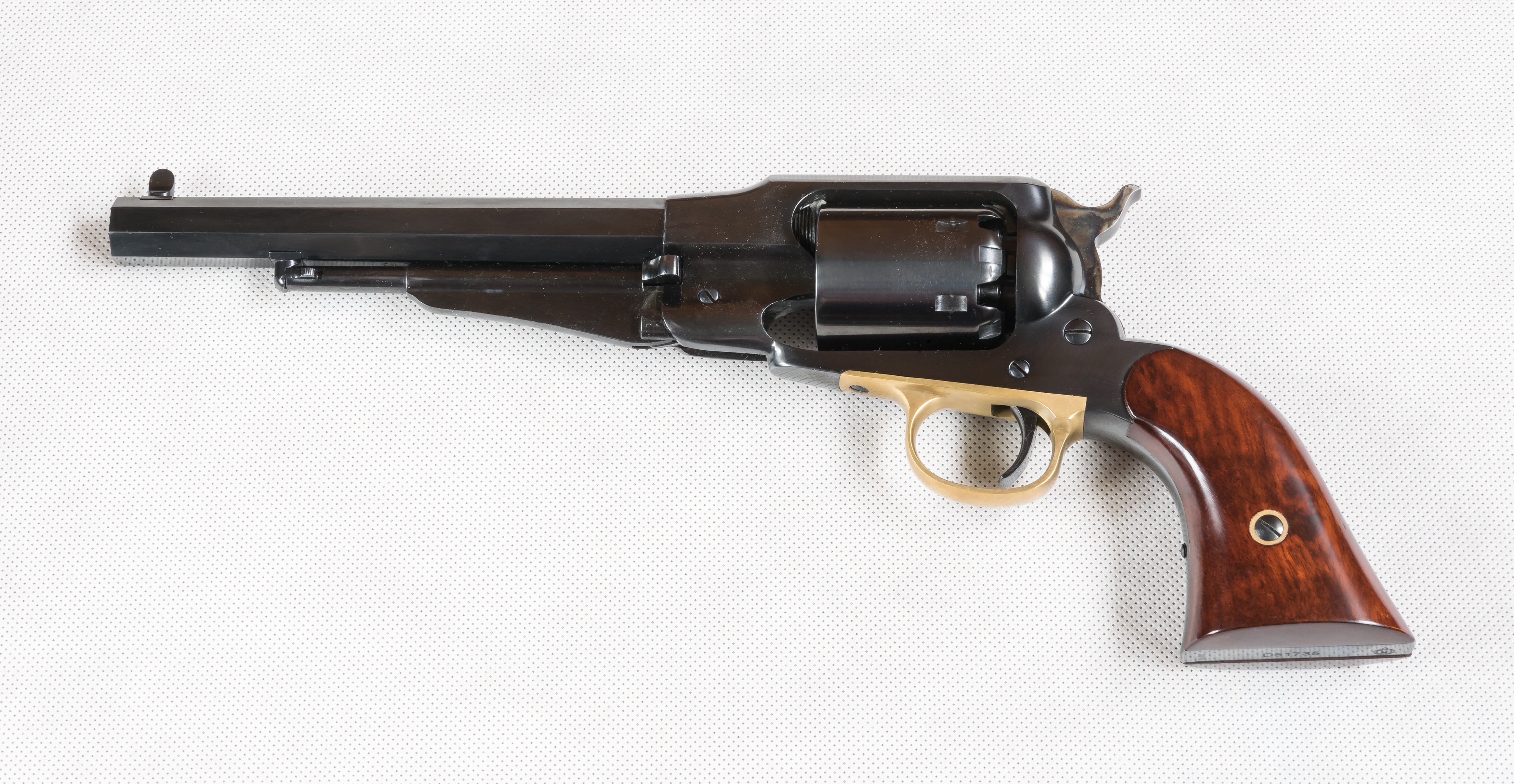
Współczesna replika rewolweru czarnoprochowego Remington 1858
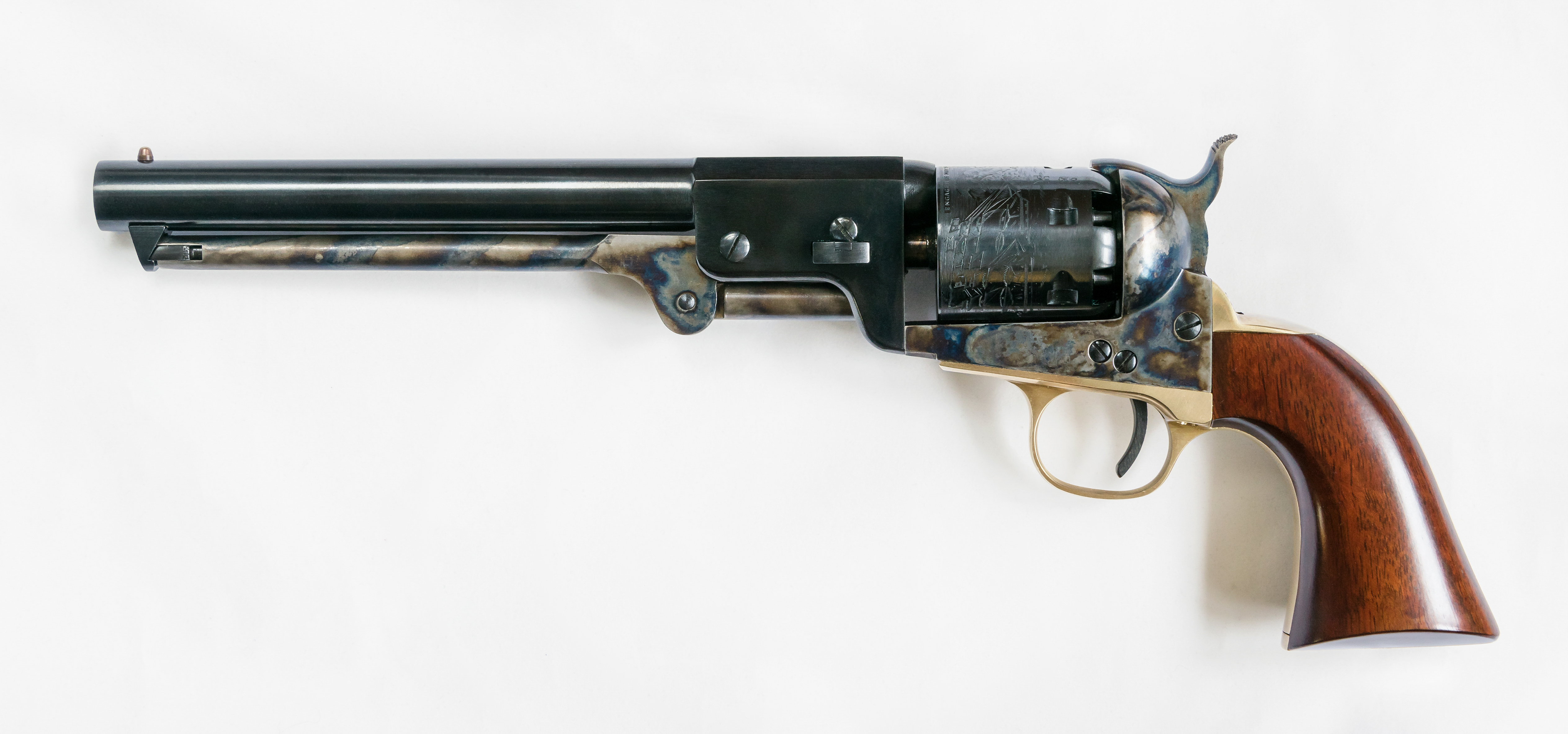
Czarnoprochowy Colt Navy model 1851
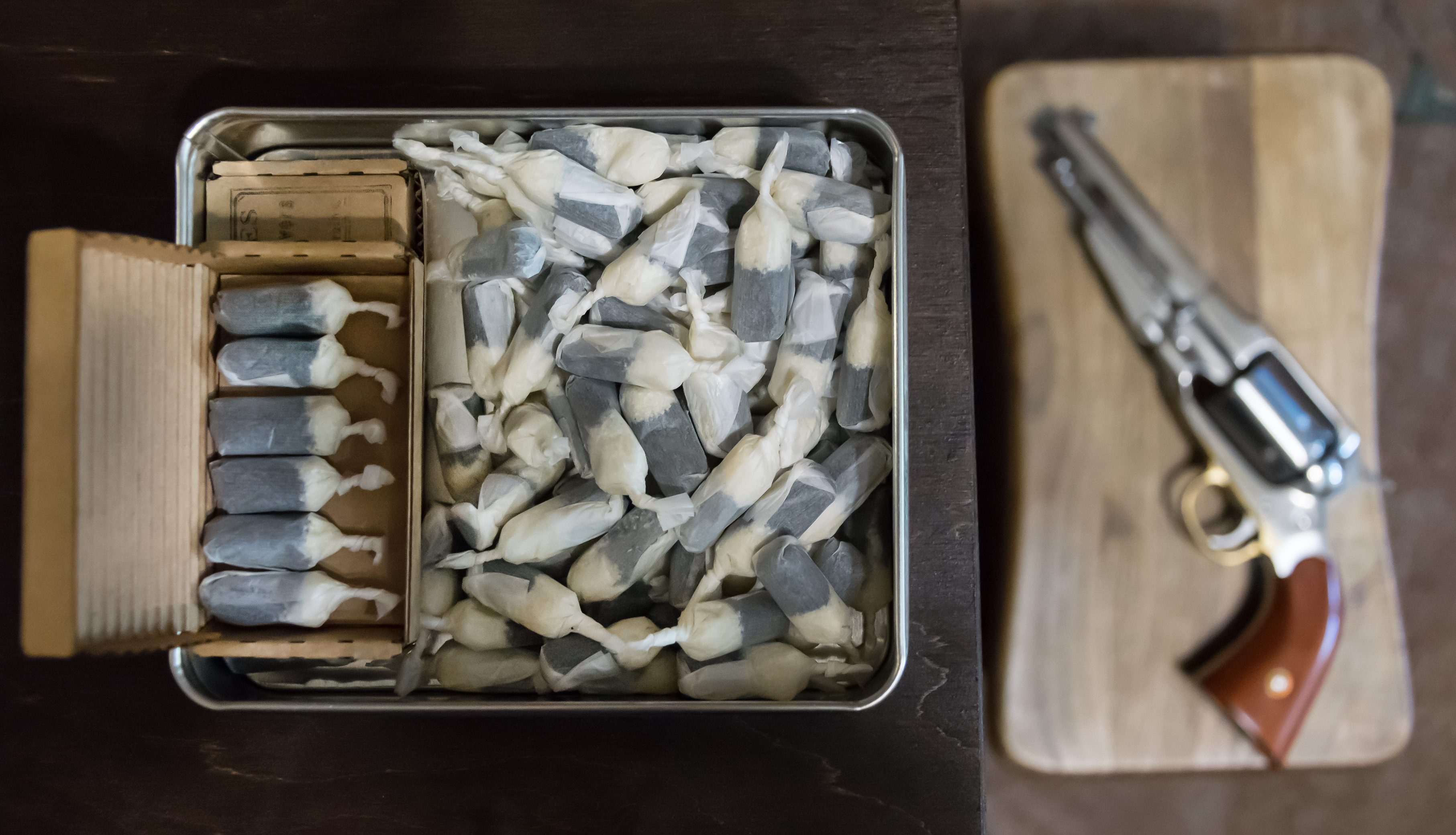
Współczesne ładunki zawierające proch i przybitkę tzw. patrony (bez kul) do broni czarnoprochowej Remington 1858
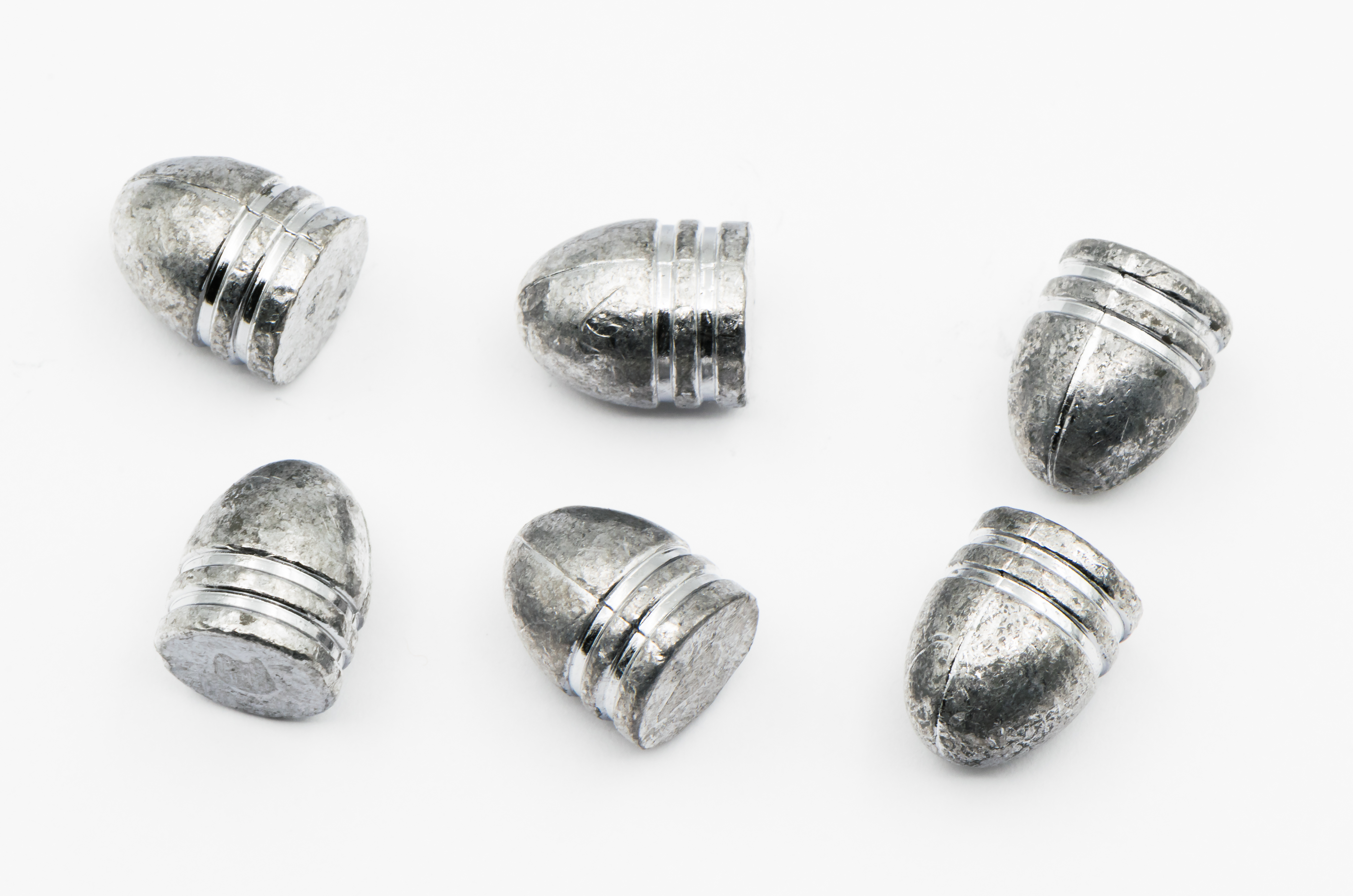
Współczesne ołowiane pociski Conical kalibru .44
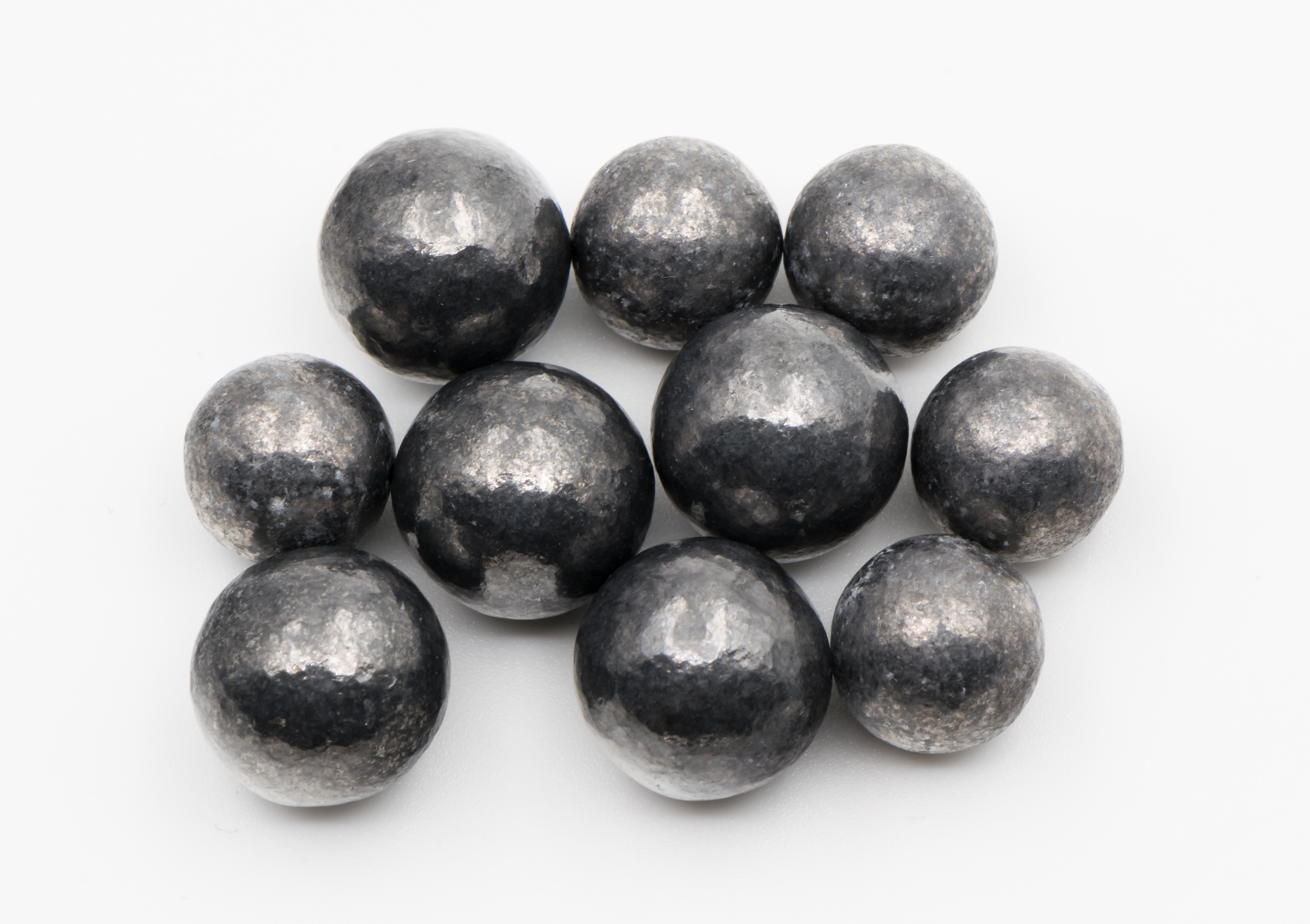
Współczesne kule ołowiane kalibru .36 i .44
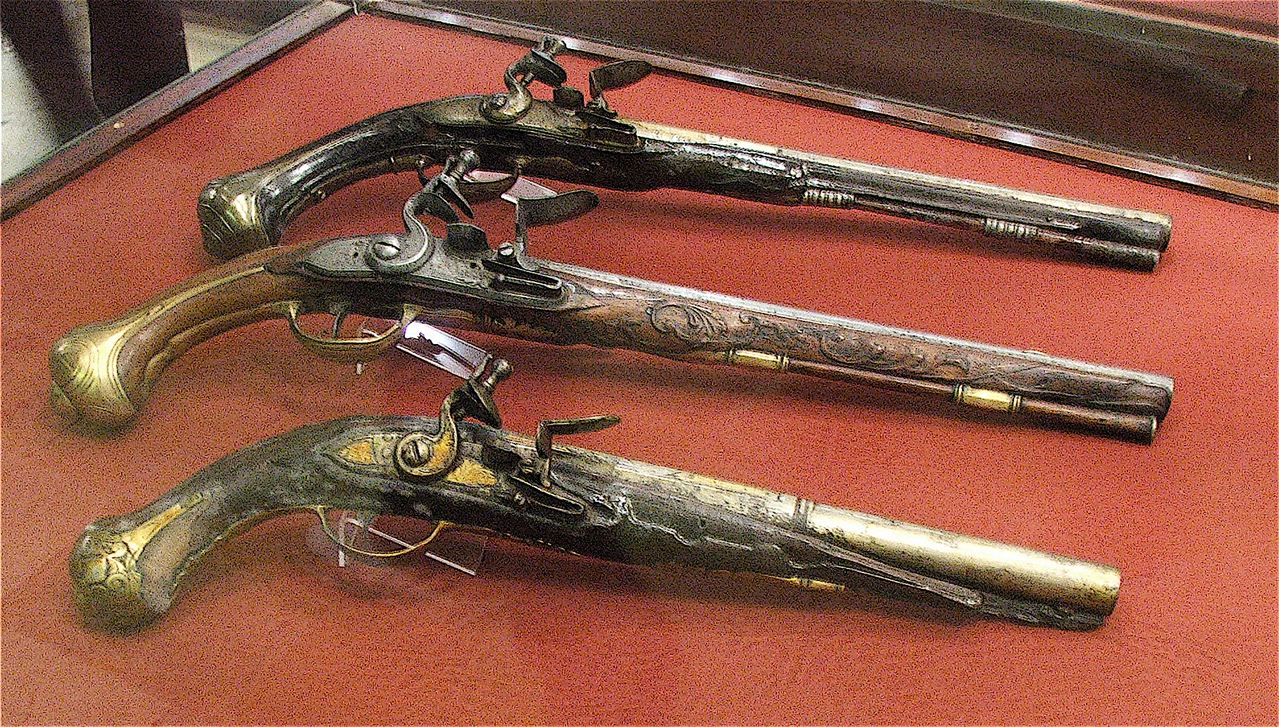
Pistolety skałkowe
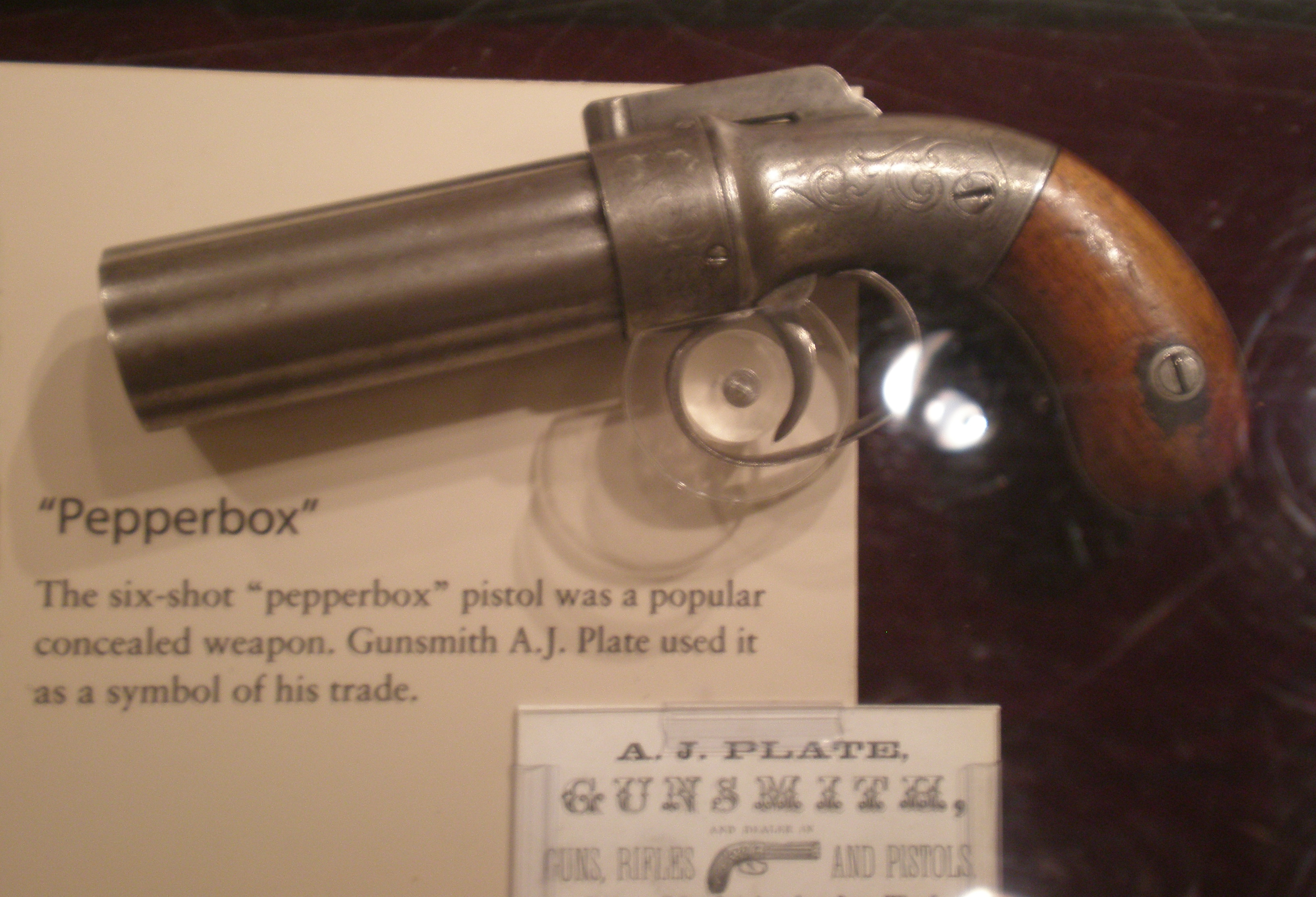
Rewolwer wiązkowy tzw. pieprzniczka. Był konstrukcja próbującą rozwiązać problem niskiej szybkostrzelności ówczesnej broni palnej
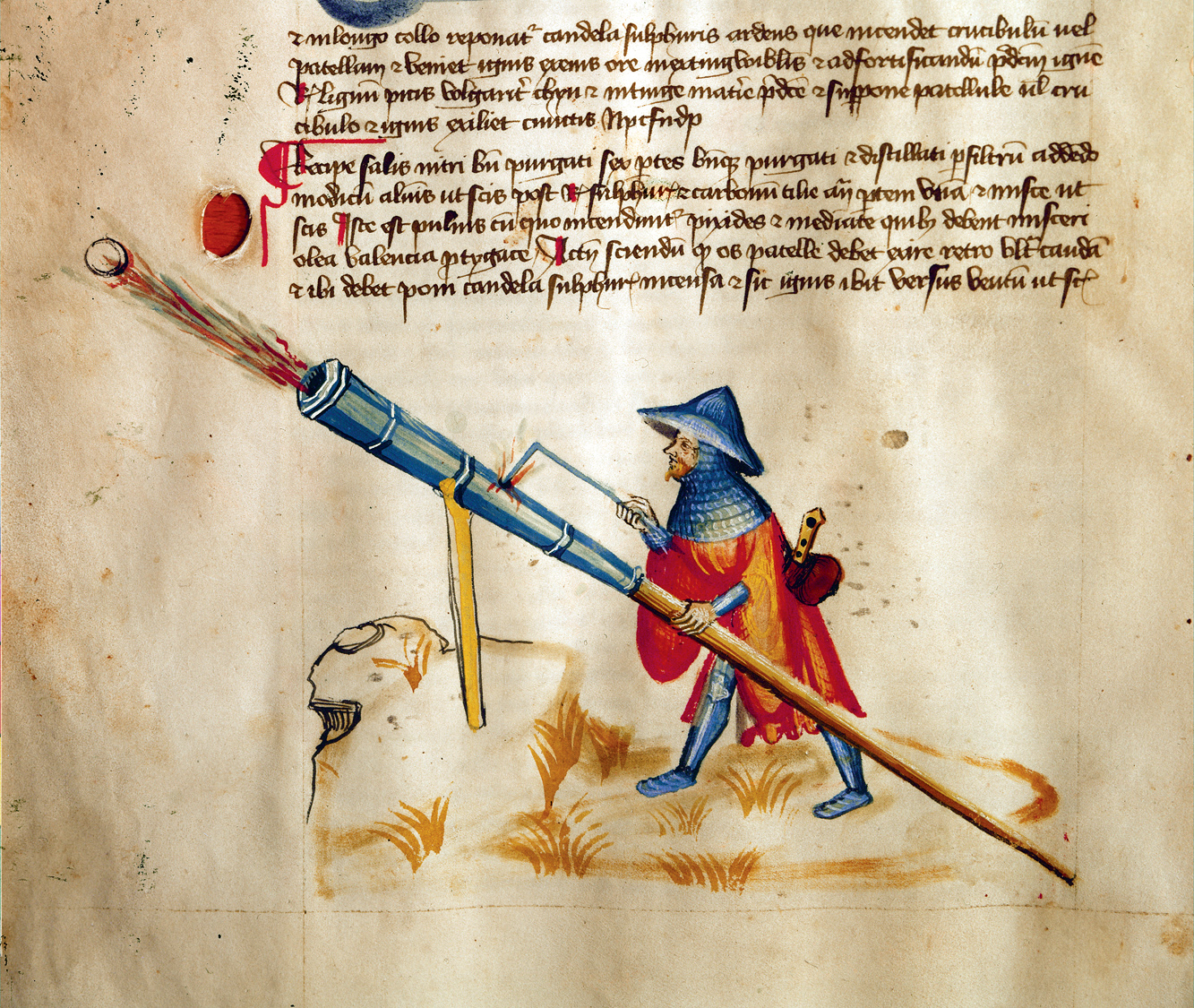
Rysunek przedstawiające pierwsze prymitywne armaty